# Clitarco de Eretria
Clitarco (en griego: Kλειταρχος) fue un tirano que gobernó en la ciudad eubea de Eretria en el siglo IV a. C. El también tirano Plutarco de Eretria gobernaba con la ayuda de tropas mercenarias. En el 349 a. C estalló una revuelta interna capitaneada por Clitarco, que en aquel entonces era demócrata. Plutarco pidió ayuda a Atenas, que le envió un contingente militar bajo el mando del estratego Foción. En el 348 a. C., Plutarco y las fuerzas atenienses derrotaron a las de Clitarco y Calias de Calcis en la batalla de Taminas. Mediante un acuerdo con los atenienses pudieron retirarse libremente. Durante la batalla, Plutaco desobedeció las órdenes de Foción, fue herido y huyó, por lo que Foción lo derrocó. Después se instauró un gobierno popular en el que se produjeron luchas partidistas, en el que los partidarios de Atenas fueron dominados por los de Macedonia. 
El rey macedonio Filipo II envió en el 342 a. C. a Hipónico, uno de sus generales, con 1000 mercenarios para demoler las murallas de Portmo y estableció a tres tiranos en Eretria, Hiparco, Antomedonte y Clitarco. Demóstenes acusó de pagar grandes sumas dinero tanto a Filipo para tomar Óreo y Eretria para emplearlas como bases contra los atenienses, como a Clitarco  para hacerse con Eretria, y de que Esquines alojaba en su casa y representaba a los embajadores en Atenas de Clitarco. Demóstenes aduce estos sucesos como una de las pruebas del quebrantamiento de la paz firmada por entre Atenas y Filipo en el 346 a. C., por parte de Macedonia. Los tiranos, sin embargo, encontraron una fuerte oposición. Demóstenes menciona dos contingentes de mercenarios enviados por Filipo en su apoyo, en diferentes momentos, bajo el mando de Euríloco y Parmenión, respectivamente. Poco después, Clitarco tuvo la posesión exclusiva del gobierno, pero no parece que estuviera en abierta hostilidad con Atenas, sino que según menciona Esquines se acercó a Atenas, aunque ocupara Eretria para Filipo, podría haber roto su relación con el monarca macedonio. 
Los atenienses enviaron embajadores para solicitar su consentimiento para alcanzar un acuerdo para unir Eubea bajo un gobierno confederal, en ese momento proateniense y que tuvo su congreso en Calcis, al cual Atenas fue también para transferir las contribuciones anuales de Óreo y Eretria. Esquines dice que Clitarco pagó un talento a Demóstenes, la tercera parte del soborno que recibió para que se aprobara un decreto. Por lo tanto, Clitarco parece haber entrado en el proyecto anterior de Demóstenes y Calias de Calcis, a quien naturalmente se opondría, pero pensó que tal vez ganaría un tanto si se libraba de los restos de la influencia ateniense en Eretria. Sin embargo, el plan falló y en el 341 a. C. Demóstenes llevó adelante un decreto para enviar una expedición militar a Eubea. Clitarco y Filístides, el tirano de Óreo, enviaron embajadores a Atenas para evitar, en lo posible, la amenaza de la invasión. Esquines, en cuya casa los enviados se alojaron, parece que apoyó su causa en la Ekklesía (Asamblea del pueblo). Pero el decreto se llevó a cabo, y el mando del ejército fue confiado a Foción. Las tiranías de Eretria y Óreo fueron eliminidas, los tiranos Clitarco y Filístides fueron ejecutados, y la isla de Eubea se libró del dominio de Filipo II.